# Gnamptogenys cuneiforma
Gnamptogenys cuneiforma is een mierensoort uit de onderfamilie van de Ectatomminae. De wetenschappelijke naam van de soort is voor het eerst geldig gepubliceerd in 1995 door Lattke.